# Casimirianum de Neustadt

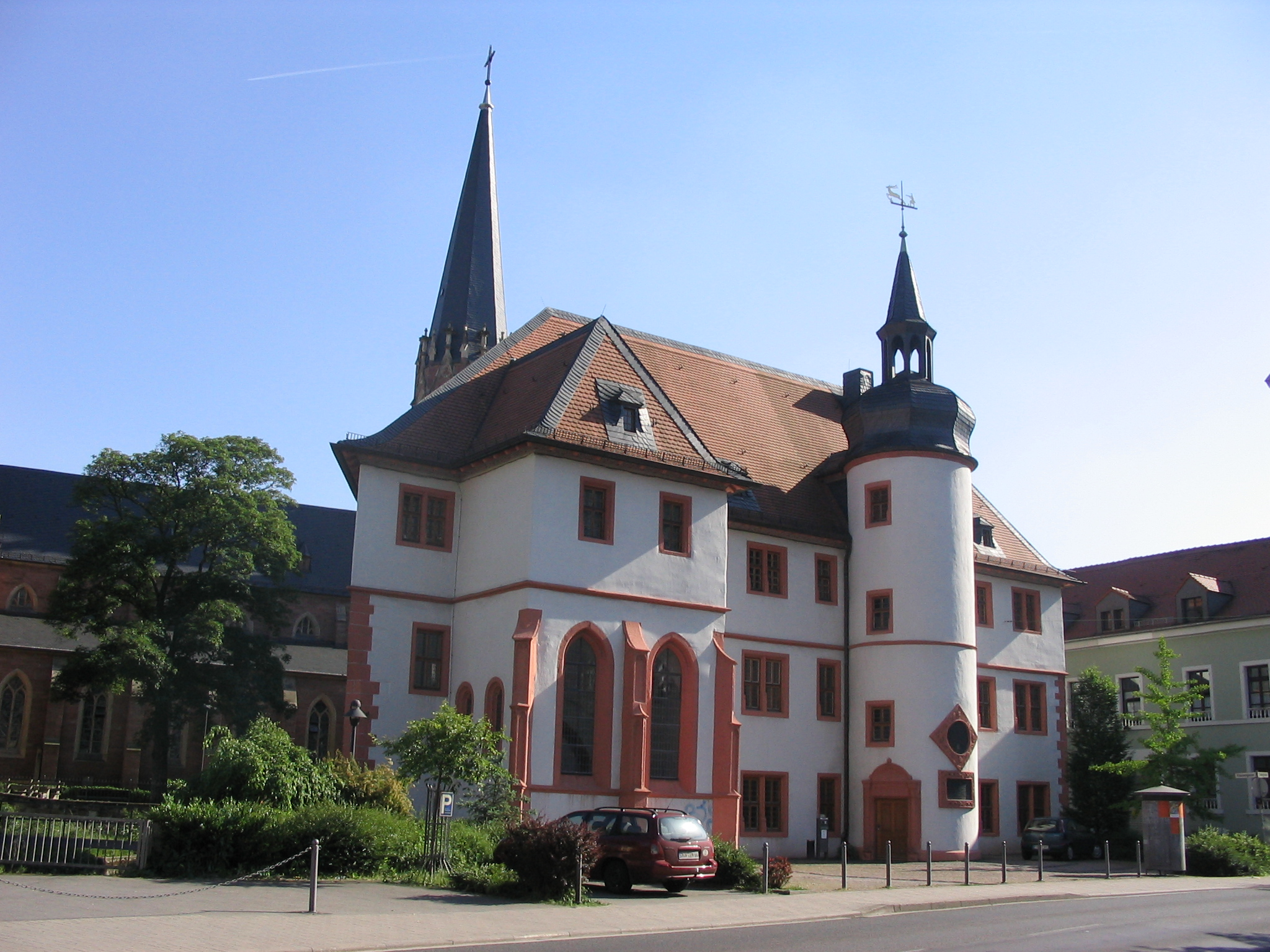
Le Casimirianum

Le Casimirianum de Neustadt an der Haardt (actuellement Neustadt an der Weinstraße, en Rhénanie-Palatinat) fut une université calviniste fondée en 1578 par le comte palatin Jean Casimir et nommée d'après lui. Le Casimirianum se trouve au nord-ouest du centre ville de Neustadt sur les quais de la rivière Speyerbach. Le Casimirianum n'a duré que cinq ans en tant qu'université. Le nom est toujours en usage pour désigner le bâtiment historique rénové qui abritait alors le  Casimirianum.

## Historique
Après la mort de l'électeur calviniste Frédéric III le pieux en 1576, son fils l'électeur Louis VI restaura le luthéranisme dans ses États. Tous les professeurs et étudiants de l'Université de Heidelberg furent forcés de signer la Formule de Concorde, impliquant l'abjuration de la confession réformée. Son frère cadet le comte palatin Jean Casimir, qui était de confession réformée, ouvrit le Casimirianum en 1578/79 pour accueillir les professeurs et les étudiants pourchassés à Heidelberg. Cette université ne resta cependant à Neustadt que quelques années ; Heidelberg rouvrit ses portes aux calvinistes en 1583/84 lorsque Jean Casimir assuma la régence de tout le royaume. 

### Situation actuelle
Après sa restauration à la fin du XXe siècle, le Casimirianum est principalement utilisé aujourd'hui pour des événements culturels.

Le lycée Kurfürst-Ruprecht, la plus ancienne école secondaire de la ville, a évolué au cours du XIXe siècle à partir de la tradition du Casimirianum sur la base d'une école latine. Les autres écoles ont été fondées plus de cent ans plus tard.